# 天马街道
天马街道，是中华人民共和国广西壮族自治区柳州市鱼峰区下辖的一个乡镇级行政单位。

## 行政区划
天马街道下辖以下地区：
鱼峰社区、乐群社区、柳开社区、柳依社区、大龙潭社区和狮山社区。